# Nyctyciomorpha
Nyctyciomorpha là một chi bướm đêm thuộc họ Noctuidae.